# Ernst Brand (Architekt)
Ernst Brand, eigentlich Karl Heinrich Brand, (* 11. März 1869 in Nippes; † 2. Oktober 1948 in Trier) war ein deutscher Architekt. Er entwarf unter anderem zahlreiche Kirchengebäude im Stil des Historismus im Saarland und in Rheinland-Pfalz.

## Leben und Ausbildung
Ernst Brand studierte zunächst Architektur an der Technischen Hochschule (Berlin-)Charlottenburg. Von 1897 bis zu seinem Tod lebte er in Trier.
1896 heiratete er Auguste Mathilde geb. Wirtz – ob der Trierer Dombaumeister Julius Wirtz zur angeheirateten Verwandtschaft gehörte, ist nicht geklärt. Das Ehepaar hatte einen gemeinsamen Sohn, den späteren Architektur- und Landschaftsmaler Ernst Brand.

## Bauten (Auswahl)
| Fertigstellung | Ort                | Gebäude                  | Bild | Innenraum | Baustil/Bemerkungen                                                                     |
| -------------- | ------------------ | ------------------------ | ---- | --------- | --------------------------------------------------------------------------------------- |
| 1900           | Saarwellingen      | St. Blasius und Martinus |      |           | Neugotische Pfarrkirche                                                                 |
| 1901           | Elversberg         | Herz Jesu                |      |           | Neugotische Pfarrkirche; seit 2015 wegen Bauschäden geschlossen; 2020 profaniert        |
| 1904           | Hasborn-Dautweiler | St. Bartholomäus         |      |           | Neugotische Pfarrkirche; 1969–1972 Errichtung eines Erweiterungsbaus anstelle der Apsis |
| 1906           | Ockfen             | St. Valentin             |      |           | Neugotische Pfarrkirche                                                                 |
| 1906           | Malberg (Eifel)    | St. Quirinus             |      |           | Neugotische Pfarrkirche                                                                 |
| 1907           | Schwalbach (Saar)  | St. Martin               |      |           | Neugotische Pfarrkirche                                                                 |
| 1908           | Limbach            | St. Willibrord           |      |           | Neugotische Pfarrkirche                                                                 |
| 1909           | Tawern             | St. Peter und Paul       |      |           | Neugotische Pfarrkirche                                                                 |
| 1909           | Reinsfeld          | St. Remigius             |      |           | Neuromanische Pfarrkirche                                                               |
| 1911           | Rheinböllen        | St. Erasmus              |      |           | Neugotische Pfarrkirche                                                                 |
| 1914–1917      | Bassenheim         | Burg                     |      |           | Ausbau im Stil des Historismus                                                          |